# Comuna Tvărdița, Sliven
Tvărdița (în bulgară Твърдица) este o comună în regiunea Sliven, Bulgaria, formată din orașele Tvărdița și Șivacevo și satele Beala Palanka, Blizneț, Borov Dol, Cervenakovo, Jălt Breag, Orizari, Sboriște și Sărțevo. 

## Demografie
Componența etnică a comunei Tvărdița
     Turci (9,32%)
     Romi (15,21%)
     Bulgari (67,79%)
     Nicio identificare (7,07%)
     Altele (0,59%)
La recensământul din 2011, populația comunei Tvărdița era de 13.804 locuitori. Din punct de vedere etnic, majoritatea locuitorilor (67,79%) erau bulgari, existând și minorități de romi (15,21%) și turci (9,32%). Pentru 7,07% din locuitori nu este cunoscută apartenența etnică.